# 师父 (游戏)
《师父》是一部由法国工作室Sloclap开发和发行的清版动作冒险电子游戏。该游戏于2022年2月8日在Windows、PlayStation 4和PlayStation 5 平台上发布。

## 剧情
在中国的一座城市，由“药师”法贾、“斗士”肖恩、“艺术家”黑木、“总裁”锦凤和“首领”杨五位武术家组成的组织「黎明會」，袭击了一所武馆并杀了所有学生。作为武馆师父的学生的杨与师父对质，要求他交出他負責的土之力，师父反抗不成被杨杀死，杨随后找到了师父的孩子并命令法贾杀死了他。然而，这孩子可以通过一个魔法护身符箓而复活，但次数有限，且每次复活都会令身体衰老。
八年后，孩子刻苦训练成为了一名武者，向杨和他的四位手下报仇。他們各自暗殺了五行守護者，並都被各自分配到了五行之力。武者一一追踪他们，在与他们决斗后杀死他们（尽管可以在随后的游戏中放过他们）。最终，武者与杨本人对质，杨本人透露他起初是因为试图使用符箓救他的妻子和女儿而被武馆放逐的，这促使他为了报复而杀死了他的师父。武者与杨对决。
一般而言，在玩家的首次游戏中武者将胜利并得以报仇，但意味着武者没有遵循“武德”的教义，从而被恢复到八年前的游戏开始，陷入事实上的复仇时间循环；而如果玩家在游戏过程中放过了几位手下和杨，武者最终会被杨打败，但遵循“武德”的教义，他会获得启蒙。游戏后的场景显示了一位师父拿着护身符指导他的学生，并暗示武者被此护身符救下。

## 游戏玩法
《师父》是一款以第三人称视角进行的格斗动作冒险游戏。该游戏的灵感来自白眉拳，包含了超过150种独特的攻击组合。基本攻击动作可以打出连招，一些连招组合可能会给玩家额外的战术机会，例如能够击倒敌人或打出硬直。主角和所有敌人角色都有一个“架势槽”（格挡条）。当格挡条完全填满时，这些角色的防御将被打破，玩家就有机会使用处决技能直接击败对方。同理，玩家如果选择格挡攻击也会逐渐填满自己的格挡条，导致自己更容易被破防。或者，玩家也可以在敌人即将打击时闪避攻击或进行防反。成功的防反可以让玩家击晕敌人或将他们扔向特定方向。该游戏允许玩家在面对更强大的对手时利用游戏地图环境即兴发挥新的攻击或改变他们的策略。例如，玩家可以将敌人踢下壁架，或使用各种物体作为临时武器。有时，战斗的最后一个杂兵敌人可能会进入不受控制的疯狂状态，本质上是一个小boss 。有时，玩家可能会看到对话选项，这可以使玩家能够根据他们选择的对话完全避免战斗。 
当玩家在游戏中死亡时，他们会在死去的地方神奇地复活并衰老一年或数年，如果玩家在同一地点死亡多次，每次衰老的年龄跨度会逐渐增大。随着玩家角色年龄的增长，他们的攻击力会更强大，但他们的生命值上限会减少。游戏中玩家击倒敌人时可恢复少量生命值，且游戏地图中有专门地点供玩家回复生命值和花费点数获得增益奖励；在每一章节结束后玩家可以访问“武馆”以练习游戏技巧和解锁技能。

## 开发
该游戏由前育碧巴黎员工组成的法国独立游戏工作室Sloclap开发，开发商曾于2017年发布了他们的首个格斗游戏《赦免者》。与《赦免者》不同，《师父》没有多人游戏，因为团队希望专注于开发游戏玩法而非联网所需的底层代码；游戏的灵感来自成龙主演的功夫电影，“师父”一词在粤语中是指“大师”，游戏中的战斗风格以佛山白眉拳为基础风格。《师父》的创意总监Jordan Layani曾拜师于佛山白眉拳法国分会传人邦雅曼·居洛斯，居洛斯曾先后师从佛山白眉拳师陈幼文、刘伟基与刘伟新，并被刘伟新收为传人。游戏的设计难度较高，学习曲线陡峭，因为开发团队认为如果游戏体验太简单，玩家将无法获得精通的感觉。
游戏于2021年2月的索尼制作的网络直播节目“State of Play”上正式公布，原计划于2021年内发售；在经过一次延期后，游戏于2022年2月8日发售在PlayStation 5、PlayStation 4和Windows的Epic商店等平台。2022年9月，游戏在任天堂直面会中确认将登陆任天堂Switch平台，并于同年11月9日发售。同年12月，开发组确认游戏将在2023年3月登陆Xbox Series X/S、Xbox One以及Steam商店。

## 反响
根据评论聚合网站Metacritic， 游戏评论以正面為主。IGN给出了9/10分的评价，称这款游戏“在设计上完全不妥协”，赞扬了叙事、战斗、AI等要素；GameSpot高度赞扬了游戏的战斗模式，并且还赞扬了创造性的复活衰老机制以及时刻具有新鲜感的动作，但批评了糟糕的镜头、平淡无奇的故事以及多余的收集元素。